# ロイヤルメドゥ香里園タワー
ロイヤルメドゥ香里園タワー (ロイヤルメドゥこうりえんタワー) は大阪府寝屋川市にある超高層マンション。

## 沿革・概要
香里園駅西口に所在する地上37階建タワーマンション。敷地南側にはスーパーマーケットライフと接続している。タワー式立体駐車場は東西棟合わせて180台を確保している

## 建築概要
- 階数：地上37階
- 高さ：124メートル
- 総戸数：301戸
- 施主：伊藤ショウ [3]
- 施工：フジタ [3]

## アクセス
- 京阪本線香里園駅より徒歩3分

## 近隣施設
- ザ・香里園タワー
- 関西医科大学香里病院